# Лог в Бохињу
Лог в Бохињу (словен. Log v Bohinju) је насељено место у општини Бохињ, Горењска регија, Словенија.

## Историја
До територијалне реорганизације у Словенији био је у саставу старе општине Радовљица. Као самостално насеље, Лог в Бохињу постоји од 1997. године. Настала је издвајањем дела из насеља Лепенце.

## Становништво
У попису становништва из 2011. године, Лог в Бохињу је имао 17 становника.
| Број становника према пописима | Број становника према пописима |
| ------------------------------ | ------------------------------ |
| 2002                           | 2011                           |
| 20                             | 17                             |

Напомена: Године 1997. настала издвајањем дела из насеља Лепенце.